# Арбо
Арбо (фр. Arbot) насеље је и општина у североисточној Француској у региону Шампања-Ардени, у департману Горња Марна која припада префектури Лангр.
По подацима из 2011. године у општини је живело 69 становника, а густина насељености је износила 5,25 становника/km². Општина се простире на површини од 13,15 km². Налази се на средњој надморској висини од 293 метара.

## Демографија
| 1962. | 1968. | 1975. | 1982. | 1990. | 1999. | 2011. |
| ----- | ----- | ----- | ----- | ----- | ----- | ----- |
| 126   | 133   | 123   | 109   | 94    | 82    | 69    |

График промене броја становника у току последњих година